# Solenopsis vorax
Solenopsis vorax é uma espécie de formiga do gênero Solenopsis, pertencente à subfamília Myrmicinae.